# 青春豬頭少年系列
《青春豬頭少年系列》是日本作家鴨志田一创作的轻小说系列，溝口凱吉负责插画，2014年4月至2025年7月由電擊文庫出版。本系列作者、插畫、編輯都是由小說《櫻花莊的寵物女孩》原班人馬負責，设定上也是在《櫻花莊的寵物女孩》的故事时间线之后，部分角色也会客串出现在本作中，但是動畫版中並無客串。

## 劇情簡介
所謂「思春期症候群」是在網路上流傳，只會發生在青少年身上的神祕事件。「聽見某人的心聲」也好、「遇見某人的未來」也好 、「誰和誰的人格交換」也好，都是被稱為「思春期症候群」，沒人相信的都市傳說。
就讀峰原高中二年級的梓川咲太某天幫妹妹在圖書館借書時，偶然遇見穿著兔女郎服的引退藝人、也是自己學姊的櫻島麻衣。麻衣因為思春期症候群的症狀而逐漸被人遺忘，咲太為了幫她而逐漸親近在學校被當成空氣的她。自從咲太幫助麻衣後，便開啟一連串思春期症候群患者的故事。

## 登場角色
聲優為多數決廣播劇與動畫版時的配音版本。

### 主要角色
梓川咲太（Azusagawa Sakuta，聲：石川界人）
本作男主角。生日4月10日，身高172公分。峰原高中2年1班1號。由於「送醫事件」的傳聞，而在學校被眾人孤立，但本人認為對抗氣氛是件很荒唐的事於是放置不管，因此沒有什麼朋友，唯二的朋友是國見佑真與雙葉理央，在第二卷後追加了古賀朋繪。喜歡年紀較大的女生，初戀是高中二年級的牧之原翔子。
兩年前妹妹花楓被欺負而引發思春期症候群時，因無法拯救她而抱有罪惡感。雖然將思春期症候群的事告訴了周遭的人，但不論是同學、家人還是醫生都不相信、甚至還疏離他，這讓他對世界感到絕望；而他的胸口也在同一時期滲出血來，隨後被送進醫院，胸口自此有爪子般的傷痕（此即送醫事件的真相，而非傳聞中的暴力事件）。在住院期間至七里濱海邊散步時，遇見了自稱高中二年級的牧之原翔子，在翔子的鼓勵下，重新振作起來。為幫助妹妹和無法接受花楓失去記憶而得了心病的母親，在與父親商量後，與妹妹楓從橫濱市搬至藤澤市居住。由於妹妹對電子產品有心理陰影，於考上峰原高中的當天，將手機扔入海中，不再使用手機。
勇於面對氣氛，但卻不是個會迎合氣氛的人。是常幫助別人的好人，但並不是誰都會幫忙。而幫助櫻島麻衣的理由是因為她的情況很像兩年前孤立無援的自己。
第一卷陪著麻衣調查她的思春期症候群，卷末在全校同學面前向麻衣告白。於第二卷末古賀事件結束後得到麻衣的回覆，兩人正式交往。常常將麻衣逗得團團轉，而麻衣也會以踩他的腳來表達自己的不滿和忌妒，但咲太似乎把這當成福利。
第二卷時為幫助學妹古賀朋繪而在麻衣的同意下與其假裝為情侶。事情落幕後與朋繪成為朋友，經常會對朋繪說出近似性騷擾的話語。
第六卷時被大翔子告知，自己將會於12月24日前往與麻衣約會的路途中被打滑的車撞擊，送醫後宣布腦死，成為小翔子的心臟捐贈者，也是胸口爪痕出現的原因。在被迫選擇要與麻衣的未來還是翔子的未來糾結下，引發思春期症候群，分裂為「現在」與先行抵達「未來」的兩個自己(與小翔子症狀相同)。第七卷麻衣死亡的「未來」中受到該時間線的大翔子幫助回到「現在」，成功阻止「現在」的自己和麻衣犧牲，卻也使得小翔子死亡。時間重新流動後再度與小翔子相遇並取回記憶。
第九卷時因為與母親長期的疏離，因而引發思春期症候群，症狀為所有人都看不見也不記得咲太（與麻衣的症狀相同）。後來小麻衣帶著咲太穿越到另一個世界，在那世界裡的咲太似乎更早就認識了翔子，因此透過佔領廣播室解決了花楓的被霸凌問題，花楓沒有得到思春期症候群，母親沒精神失常，咲太也沒搬到藤澤居住，但仍然與麻衣交往，是咲太理想中的自己。盡管如此，咲太還是決定回到原來的世界去解決自己的思春期症侯群。在向母親表達感謝之情，修復家庭關係後事件解決，自此高中期間再無遭遇思春期症候群。
第九卷末與和麻衣、豐濱和香、廣川卯月一同考上橫濱的市立大學，就讀統計科學學部。上大學後除了繼續在餐廳的打工，也與理央於同一補習班教學。
第十一卷末，藉由平行世界的自己得知麻衣有危險，且此危險和霧島透子有關，而開始調查她的思春期症候群。
第十三卷調查了朋友們的預知夢，讓自己得以在千鈞一髮之際保護麻衣，卻因此受傷，幸好在接受檢查後並無大礙。
第十五卷中，平行世界的咲太和郁實告知咲太如何將世界回復為平常所認知的模樣。即咲太將思春期症候群化為回憶。卷末，回復日常生活的咲太當上了峰原高中的實習教師。
櫻島麻衣（Sakurajima Mai，聲：瀨戶麻沙美）
本作女主角。梓川咲太的學姐，峰原高中3年1班。生日12月2日，身高165公分，血型AB型。
六歲時自晨間劇「九重」出道，是家喻戶曉的國民演員，但在本作故事開始時已引退兩年。引退原因是身為經紀人的母親私下答應拍攝泳裝照，而為此不滿的麻衣為報復母親，進而宣布退出演藝圈。父母自小離異，有個同父異母的妹妹豐濱和香。為了防曬而總是穿著黑褲襪上學。
和咲太的初識是在圖書館內，當時正扮成兔女郎，觀察是否有人能看到她。其思春期症候群症狀為被眾人遺忘，因為在學校扮演空氣的關係，再加上校內的空氣被麻衣帶到校外，使其逐漸被全世界遺忘。曾和咲太為了證明還有人記得她而遠到大垣市，還同住一間房間過夜。對於思春期症候群，咲太提出的解決方法為重返演藝圈，讓眾人無法忽視其存在，然而為時已晚，情況惡劣到甚至連母親都忘記麻衣的存在，最後在咲太對全校的公開告白下，麻衣重新被世界記住。麻衣在咲太帮助她解决青春期综合征的过程当中喜欢上了咲太，后来於第二卷末确立了情侣关系，尽管两人经历了许多波折，但麻衣与咲太之间的感情始终深厚而坚定。
时常戏弄咲太，有抖S的倾向。女王個性時常讓咲太的M屬性爆發，雖然表現成熟但常被咲太的話語逗得團團轉，經常以踩咲太的腳來表達自己的不滿和忌妒。常因演藝事業請假但成績優秀，經常指導咲太課業。十分關心咲太的妹妹花楓。擅长料理，不時會到咲太家裡做菜。
第四卷於電影發表記者會上公開表示與咲太交往中。
第六卷經大翔子告知，咲太將會於12月24日出車禍而成為小翔子的心臟捐贈者，為拯救想犧牲自己的咲太而推開他，被捲入車禍中身亡，成為小翔子的心臟捐贈者。咲太在經歷失去麻衣的痛苦後，於大翔子的幫助下，回到過去拯救麻衣，改變車禍事故的結果，使得咲太與麻衣存活，也導致小翔子死亡。時間重新流動後，麻衣因記憶影響而出演以患有嚴重心臟疾病為主角的電影，使得小翔子獲得他人捐贈心臟，存活下來。
第九卷考上橫濱的市立大學國際教育學部，休學一年後和咲太在同一年入學，並持續進行演藝事業。利用休學期間考了駕照並買了車(Mini Cooper)。
第十二卷末，當大家都做了預知夢時，卻唯獨自己沒有作夢。
第十三卷，許多人都做了麻衣在音樂節宣稱自己是霧島透子的夢，引起熱烈討論，但隨後便在成人式澄清了謠言。後受邀擔任一日警局局長，卻因台下群眾推擠撞倒音響，在朋繪的預知夢中昏迷數個月都沒有醒來。得知這個訊息的咲太在千鈞一髮之際趕到現場保護了麻衣。
第十四卷，因現實逐漸被改寫，真如預知夢中所見，在音樂節宣稱自己是霧島透子，並和咲太解釋是因經紀公司要求。
小麻衣
外型和小學低年級時的麻衣完全相同，背著小學生書包。咲太於麻衣高中畢業典禮當天，在七里濱海岸與她相遇，只有咲太看得見她，即便是麻衣也看不見她。第九卷中小麻衣帶著咲太穿越平行世界，協助咲太解決思春期症候群。卷末在大學的入學典禮上，咲太再次看到她的身影。第十一卷平行世界的赤城郁實消失時又短暫出現，此時已成長至小學高年級的樣子。第十四卷初更以小學生、初中生以及兔女郎等姿態多次出現。被雙葉認為是咲太穿越平行世界能力的具現化。

### 次要角色
古賀朋繪（Koga Tomoe，聲：東山奈央）
梓川咲太的學妹和咲太打工餐廳的後輩。生日5月23日，身高152公分。出身福岡，有時說話會帶點福岡口音，但為避免被他人排擠而刻意壓抑，十分在意班上同學對她的評價。
富有正義感，初次相遇時曾誤以為咲太是誘拐小女孩的變態而用力地朝他的屁股踢下去，之後在她的強烈要求下，咲太才不得已回踢朋繪的屁股，卻被剛好路過的警察看到，將兩人帶到警局訓了一頓，還因為在警察的訓話中使用手機，拉長了訓話的時間，導致咲太錯過與麻衣約好的時間。
其思春期症候群症狀為未來模擬，可以對未來的一段時間重新模擬，直至滿意為止。第二卷中因為在6月27日時被籃球社三年級學長告白，想拒絕但卻又怕被班上同學排擠而不斷重複同一天，直到被咲太發現，在被誤會與咲太是情侶後，才使不斷循環的這一天得以順利結束。為了防止身處班上最亮眼的女生小團體發現假扮情侶的事實，而持續和咲太假扮情侶。原本打算在第二學期結束後以「暑假太久沒見，感情被沖淡了」為由自然地「分手」，但到了第二學期結束的7月18日當天，咲太卻發現時間不斷循環，咲太曾詢問其是否知情，但她卻說謊表示不知。在經過數次循環後，在咲太的逼問下，朋繪才道出真心話，表示自己已經無法從「假扮情侶」中抽身，不希望和咲太在一起的曖昧時光就這樣結束，一天又一天的相處，感情漸漸累積，使她深深喜歡上咲太，因而使得7月18日不斷循環。最終在咲太的開導下，決定放下這段曖昧關係，向前邁出自己的步伐，並表示再也不會發生時間循環的狀況。時間回到6月27日後，鼓起勇氣當面拒絕學長的告白，雖然使玲奈將自己踢出她所屬的小團體，但米山奈奈邀請她加入她所屬的小團體。事件結束後與咲太成為好朋友，並與他和國見在同一餐廳打工，不過咲太經常會對其說出近似性騷擾的話語。
依據理央的見解，咲太之所以會一起被捲入時間循環是因為兩人曾發生激烈碰撞（互踢屁股）而導致量子糾纏，故咲太常會以「人生總要有個互相踢屁股的學妹」來調侃她。
在多數決廣播劇中（時間點為小說第五卷第二章）再度發生時間循環，讓自己成為校慶校花選拔的優勝者。
第七卷中是第一個觀測到來自「未來」的咲太的人，使咲太得以和「現在」的自己、和香及麻衣接觸，讓他能救下自己及麻衣。
第十三卷，做了從平安夜到四月九日的預知夢，夢中麻衣受邀擔任一日警局局長，卻因台下群眾推擠撞倒音響而昏迷，直到四月九日前都沒有醒來。
雙葉理央（Futaba Rio，聲：種崎敦美）
梓川咲太與國見佑真的朋友。生日10月23日，身高155公分。
科學社唯一的社員，經常穿著實驗衣，上圍豐滿。因為父母經常不在家，而習慣獨立生活。由於不和他人交流，所以沒有什麼朋友，唯二的朋友是佑真和咲太。喜歡佑真，契機是有一次理央沒帶便當，而佑真給了她一個巧克力螺旋麵包。
經常提供咲太有關思春期症候群的理論和解決辦法，在得到思春期症候群前是唯一知道這是真實存在的普通人。量子力學方面的知識非常豐富，常用量子力學向咲太解釋思春期症候群及解決方法。每次看到咲太做出令人傻眼的舉動時，就會稱他為「青春豬頭少年」。
第三卷中，其思春期症候群症狀為分裂成兩個人。因為感到孤獨，而在網路上傳大量暴露自拍照，其一半的自我認為是正確的、另一半的自我認為是錯的，因而分裂。最終在咲太和佑真的幫助下，讓理央兩個自我都感到自己是被重視和需要的，化解心結而重新合為一體，並和咲太與佑真約好參加8月19日的江之島煙火大會，煙火綻放的同時，鼓起勇氣向佑真表白，並表示不用回答，因為她已經知道答覆。那時佑真恰好和他女友處於冷戰，而理央表示不要因为她或咲太而吵架，使三人的友情更加根深蒂固。
第十卷起和咲太等人就讀不同大學，也在學校交到了新朋友。上大學後與咲太於同一補習班教學，咲太也還是會找她討論思春期症候群。
第十四卷，現實被改寫為在佑真訓練結束後開始和他交往。
豐濱和香（Toyohama Nodoka，聲：內田真禮）
櫻島麻衣的同父異母妹妹，年齡小麻衣一歲，生日3月14日，身高158公分。染著一頭金髮，但其實個性認真且成績優異。就讀橫濱知名的千金高中「櫻葉學園」。偶像團體「甜蜜子彈」的成員，歌迷給她的暱稱為「小香」，代表色為黃色，咲太有時會開玩笑地稱她「和香大人」。
兒時崇拜櫻島麻衣，卻也因為麻衣在演藝圈的成就，受到母親過多的壓力而轉為討厭麻衣，麻衣也因父親的外遇而討厭和香。第四卷中因無法承受母親的壓力而離家出走，在麻衣家暫住時思春期症候群發作，其症狀為與麻衣互換外貌。之後和麻衣大吵一架，兩人陷入冷戰，但為不引起風波還是扮演著彼此。期間逐漸體認到人們對於櫻島麻衣的期望是多麼沉重，發現自己終究成為不了像姐姐一樣的人，決定以自己的方式讓母親認同。後在咲太發現麻衣珍藏著和香寫來的每一封粉絲信，互道真心話後雙方解開心結，兩人也恢復原貌，而和香成為姊控。在和自己的母親和好後又再次吵架而離家出走，並正式搬進麻衣家中。
第九卷卷末與咲太一同考上橫濱的國立大學，就讀國際教養學部。在入學典禮上，因為把頭髮染回黑色，讓咲太一開始還認不出來。
梓川楓／梓川花楓（Azusagawa Kaede，聲：久保百合花）
梓川咲太的妹妹，年齡小咲太兩歲，本名為「梓川花楓」。生日11月5日（楓）、11月25日（花楓），身高162公分（第五卷後為163公分）。
國中一年級時因為沒有及時回復郵件，而在網路上受到女同學的霸凌，進而引發思春期症候群。其症狀為看到她在網路上被欺凌的文字，以及情緒緊張時身上即會出現瘀青或傷痕，因而畏懼使用大部分的電子產品。在壓力下罹患解離性障礙，失去有關家人與朋友的記憶，人格與習慣也和以前的花楓有許多差異。不願接受花楓失憶事實的母親得了心病，咲太為了母親與楓好，與父親商量後，和楓搬至藤澤市居住，而父親則留下來照顧罹患精神疾病的母親。
梓川楓
花楓罹患解離性障礙後出現的新人格。右撇子，喜歡貓熊，在家時常穿著貓熊睡衣。咲太為了幫助因母親無法接受妹妹的失憶而不斷用花楓的事壓迫的妹妹，建議她改名為「梓川楓」（梓川かえで）。此後便以「楓」的身份活著，並在咲太的建議下，以每天寫日記的方式累積屬於自己的記憶。害怕別人用看花楓的眼神看自己而畏懼外出，也十分怕生，同時因為過去被霸凌的經歷，對於電話、手機也十分恐懼。因咲太是唯一願意將自己視為獨立個體的人，故很黏哥哥咲太（重度兄控），在他面前個性也開朗許多，有時甚至會鑽進他的被窩。
第五卷開始會夢到花楓的記憶，意識到自己不久後就會消失。為了在消失前將咲太塑造成「幫助妹妹實現願望的好哥哥」，下定決心要打破現狀，試圖走出家門，並訂下許多目標，但是每次嘗試就會使思春期症候群復發。在努力去學校失敗後，咲太知曉了楓的決心，並帶她至動物園看大熊猫，也成功前往夜晚的學校，並與其約定明日要到白天的學校。次日（11月27日）花楓的記憶恢复，而兩年來作為「楓」的記憶和人格则消失，使咲太大受打擊。
第十四卷，因現實被改寫，再度現身於藤澤的家中，且和花楓互為獨立又同時存在的個體。這時已經是峰原高中生物社的幹部。
梓川花楓
花楓原本的人格，因解離性障礙而休眠了兩年，直到第五卷末才回歸。左撇子，個性較楓文靜，喜歡看書。因沒有過去兩年的記憶，心理上比同齡人幼稚一些。雖然沒有楓那麼嚴重，但也是個兄控。
第八卷中，在讀了「楓」所寫的日記後，決心要考上峰原高中以完成她的願望。雖然努力讀書，但是仍不敵考場上發作的思春期症候群而無法考完試，認為自己不如「楓」而感到十分自責。之後咲太經由和香牽線，讓花楓和廣川卯月母女見面，討論函授制高中的事情，也得到「兩個自己都一樣重要」的肯定。最後儘管考上峰原高中，但還是按自己的意願選擇就讀函授制高中。經練習後已能使用電腦上課與收發郵件。
第十卷時克服了心理創傷，有了智慧型手機，且與咲太、朋繪在同一餐廳打工。因函授制高中的特性，得以在與咲太生活的藤澤市和父母居住的橫濱市之間來回生活。此時也已是卯月的粉絲。
牧之原翔子（Makinohara Shōko，聲：水瀨祈）
本作最複雜的角色，作品中曾經出現兩個同名同姓且外貌相似的人，後來經證實是同一人物。
生日4月10日。「真實時間」的牧之原翔子是故事開始三年前的小學四年級生。患有嚴重的先天性心臟疾病，被醫生告知如果不進行移植手術，很難活超過國中，因而對未來感到不安，無法填寫生涯規劃表，引起思春期症候群。其症狀是因為對未來感到極度不安，卻又憧憬著長大後的人生，導致自己分裂為時間流動不一致的兩人。拒絕未來的翔子先一步抵達了「未來」成為了大翔子，而期望長大的翔子則是留在「現在」。故其實第一至七卷的時間線皆為小翔子所經歷的「未來」。
高中二年級的「大翔子」
咲太國中三年級時從病房逃出去到七里濱海邊時遇到的女高中生，身高約160公分。鼓勵咲太並使他重新振作起來，是咲太的初戀，但之後卻突然消失蹤影。由於當時翔子穿著峰原高中的校服，為了尋找她，咲太決定報考同一所高中，但即便是找遍學生名冊和畢業紀念冊都沒有找到她的身影。
國中一年級的「小翔子」
第二卷末因為發現遺棄幼貓而出現在咲太面前的同名少女，身高約150公分。咲太將幼貓接回家照顧，讓小翔子定期來探望牠。後來在咲太鼓勵下，將疾風接回家中飼養。
患有嚴重的心臟疾病而必須定時回醫院檢查，醫生說如果不進行換心手術，很難撐到國中畢業。身邊有一張生涯規劃表，但因為對未來感到不安而遲遲沒有填寫。
個性彬彬有禮且善解人意，不想讓人擔心自己。原本想對咲太隱瞞自己患病的事實，被發現後咲太決定要經常來探望她，同時也給予了她心靈上的支持。
在等不到心臟捐贈者的情況下，小翔子最終於第七卷末死亡。死前向咲太表示自己其實都記得所經歷的那些「未來」，為了不讓咲太再次經歷選擇的痛苦，決定在時間重新流動後創造兩人從未相遇的時間線。
大學時期的「大翔子」
第五卷末再次登場，身高160公分。以大學生身分出現在眾人面前，並又一次的鼓勵因為「楓」的消失而無法釋懷的咲太，之後入住梓川家。與咲太當初遇到的高二生翔子為同一人，個性有些小調皮。
原本謊稱自己是小翔子為了體驗未來而創造出來的，故要求咲太陪自己約會以解決思春期症候群，也表示自己的初戀就是咲太。後被理央和咲太揭穿其實來自未來，只得告知咲太和麻衣事實：「咲太將於12月24日前往與麻衣約會的路途中遭遇車禍，送醫後宣布腦死，成為小翔子的心臟捐贈者。（這也是咲太胸口出現爪痕的真正原因，因為同時存在兩顆咲太的心臟）」
實際上穿越時空是為了阻止咲太出車禍，試圖引導咲太遠離車禍現場，卻在最後一刻被咲太識破其意圖，使得麻衣為救下打算犧牲自己的咲太而身亡。
在未来改變成麻衣身亡後，再次出現在絕望的咲太面前，告知咲太她的心臟改由麻衣捐贈，也表示自己不願看到咲太痛苦的樣子，故要幫助他回到過去拯救麻衣。在兩人分別前，咲太向大翔子表示無法拯救她的性命，因為自己要讓麻衣幸福，也在最後意識到大翔子的丈夫就是自己。
在小翔子死亡後，「現在」的時間重新流動，塑造出咲太從未與翔子相遇的世界。在本條時間線中咲太與麻衣不記得亦不認識翔子，但受到潛意識的影響，麻衣出演了以患有嚴重心臟疾病為主角的電影，讓翔子獲得他人捐贈心臟而活下來，大翔子鼓勵咲太的回憶則以夢境的形式存在咲太腦海中。於第七卷末再次與咲太和麻衣相遇，咲太和麻衣在與翔子相遇後取回了記憶，而翔子則一直記得所有未來時間線中的事。
第八卷時為身體健康著想而搬家至沖繩，麻衣與之約定日後將與咲太前往拜訪。之後仍持續與咲太往來書信。
第十四卷，考上了峰原高中而再度回到藤澤。在咲太因現實被改寫而走投無路之時，翔子為他牽線並揭露了霧島透子的真實身分。
廣川卯月（聲：雨宮天）
偶像團體「甜蜜子彈」的隊長，與和香同年，歌迷給她的暱稱為「月月」，代表色為藍色，亦兼任模特兒一職，「甜蜜子彈」的女性歌迷大多是她的粉絲。生日4月30日，身高163公分。個性有點天然呆，是團隊中最受歡迎的一員。
因無法適應全日制學校的環境，而選擇就讀函授制學校。第八卷花楓在峰原高中入學考試中的事件後而陷入低沉時，咲太帶她去見卯月相談有關函授制學校的事情，之後與咲太成為朋友，稱咲太為「大哥」。第十卷與咲太就讀同一所大學的統計科學學部。
在第十卷之前被公認為「不會看別人臉色」的人，思春期症候群的症狀為突然變得會看氣氛，而發現以前的自己是如何被嘲笑的，也對於甜蜜子彈是否能進入武道館感到不安，因此在演唱會上壓力過大而失聲。後在咲太的開導下認知到看氣氛的取捨並重新登台，事件結束後退學，專注於事業上。
第十四卷，現實被改寫為沒有退學，同時甜蜜子彈也成功登上武道館。
赤城郁實（聲：山根綺）
咲太的國中同學。受父母影響有強烈的正義感，熱心助人。第九卷咲太考上橫濱的國立大學，與就讀看護學科的郁實再次相遇。思春期症候群的症狀為和平行世界的自己互換，能和平行世界的自己互動交流，如共享感覺、寫字在身上等。
「平行世界」的赤城郁實
個性較為溫和。第九卷中咲太穿越至平行世界時遇見，也是在此時發現了穿越至另一個世界的可能性。就讀峰原高中，與咲太同班，和沙希是朋友，並暗戀咲太。因咲太解決了花楓和峰原高中同學們的思春期症候群，自己卻什麼都做不到而失去信心，也沒考上大學，想逃離自己的世界，故和另一個世界的自己互換，突然出現在大學入學典禮上。
互換期間持續扮演「正義使者」，關注著網路上關於預知夢的訊息，欲救下可能受害的人，同時也替原本世界的郁實執行召集國中同學的計畫。後被咲太發現自己來自平行世界，也在他的開導下釋懷，最後在同學會之前回到了自己的世界去。
「原本世界」的赤城郁實
個性較為強勢。一直對無力幫助咲太這件事感到耿耿於懷，後考取其他高中。與咲太在大學入學典禮上相遇時，因看到他已經走出過去的陰霾，自己卻是在原地踏步，而想逃離現實，故和平行世界的自己互換了。
在第十一卷計畫在同學會現場和另一個世界的自己互換，向國中同學證明思春期症候群的存在，藉此還咲太清白，認為這樣一來就可以贏過他。但計畫被咲太發現，雖然的確突然出現在同學會中，卻被咲太以玩笑帶過，最後在咲太的開導下釋懷。卷末，平行世界的咲太傳來麻衣有危險的消息，但之後便和平行世界斷絕了聯繫。
第十四卷，平行世界的咲太再次傳來訊息警告霧島透子正在改寫現實。在現實被改寫後便徹底失聯。
姬路紗良（聲：小原好美）
峰原高中一年級生，和咲太同一補習班的學生。是個人見人愛的優等生，但也因此導致補習班兩名講師被辭退。第十卷時便表示對咲太的課程感興趣，並於第十二卷成為他的學生。
個性外向活潑，自幼便受人矚目，喜歡「被他人喜歡的自己」。對青梅竹馬加西虎之助有好感，在發現他喜歡上理央後罹患思春期症候群，症狀為能和曾碰撞過的人共享感覺和讀心。
起初接近咲太只是想捉弄他，在第十一卷時和咲太撞到了頭而能讀他的心。在成為咲太的學生以及做了和他一樣的預知夢(平安夜出門約會)後，開始在意起咲太，並在和他討論虎之助的事情時，希望能得知喜歡上他人的方法。
為了協助咲太釐清霧島透子的身分以及她的思春期症候群，和他相約平安夜一起去見霧島透子。約會當天麻衣卻突然出現，三人前往鎌倉遊玩。和麻衣單獨行動時，被她摸透了內心的想法，也從她口中得知喜歡上一個人的感受，隨後思春期症候群消失，感到害怕而逃走。被咲太找到後，才發現自己真正喜歡上了他並向他告白。
在第十三卷轉到理央的班上，並開始和咲太在同一間餐廳打工。一眼就看出朋繪和咲太之間曾經發生過一些事情。
岩見澤寧寧（聲：上田麗奈）
國際教養學部三年級生，曾是去年校園選美冠軍。生日3月30日，出身北海道，和男友福山拓海是從高中二年級開始交往的。在當地是小有名氣的模特兒，在網路上也被認為歌聲和霧島透子十分相似。但來到東京圈後發展不順而逐漸失去自信，在升上三年級後（也就是麻衣入學時）完全停止了網路上的更新，也不再被認知到。
第十卷末以聖誕女郎的姿態出現在咲太面前，自稱是霧島透子，但他人無法看見。告知咲太卯月的思春期症候群就是自己給的，且其「禮物（會做預知夢的思春期症候群）」已發送給了一千萬人，郁實也是其中一人。在第十一卷給了咲太自己的電話號碼。
第十二卷，為了避免麻衣遭遇危險，咲太開始調查霧島透子，並數次和寧寧見面。
思春期症候群的症狀為無法被咲太以外的人認知，且似乎有透過音樂散播思春期症候群的能力，但本人表示自己只是單純喜歡唱歌，希望能讓更多人聽到，而無加害於他人的意思。在被咲太揭穿真實身分後十分不悅，並強調自己是霧島透子。
第十三卷，要求咲太和自己約會去買給拓海的生日禮物，並設法治好自己的思春期症候群。但拓海卻依然無法認知到自己的存在，因而完全失去了自我，認為自己是霧島透子，甚至還丟棄了自己原本的衣服和獎盃。在咲太的奔走下，取回記憶的拓海重新表白，讓寧寧清醒了過來，也重新被眾人認知到。
霧島透子
第八卷登場。在網路上以音樂影片出名的網路紅人，真面目不明，但牧之原翔子表示在她經歷過的所有未來中，皆沒有霧島透子的存在。
影片中皆以聖誕節為主題。
雖然起初霧島透子似乎就是岩見澤寧寧，但第十三卷揭露實際上有不分男女的數百人都認為自己是霧島透子，也同樣不被認知到。卷末在目睹咲太受傷後都清醒了過來，也重新被認知到。
第十四卷揭露其真實身分是美東美織的兒時玩伴兼好友，喜愛創作歌曲，但已在三年前的平安夜（咲太高中二年級時）因車禍過世，而心臟被捐給了小翔子。網路上的影片起初為美織演唱並上傳其遺作，但之後便有許多模仿者出現。
美東美織（聲：石見舞菜香）
國際商學系一年級生。因逃避交換ID而在聚會中結識了咲太，與咲太一樣沒有智慧手機，為咲太的「朋友候補」。
第十三卷中，不知為何，能看見不被他人認知到的岩見澤寧寧。
第十四卷，咲太和翔子前往霧島透子家拜訪時，透過相簿發現兩人是兒時玩伴兼好友。在透子過世前原本兩人吵了架準備要和好，透子卻因去買麵包而遭遇車禍，因而一直認為是自己害死了她。在透子過世隔年的平安夜，開始以霧島透子的名義演唱並上傳她的遺作，在網路上聲名遠播，但一年後便全部上傳完畢。停止上傳後，發現自己身邊的現實會逐漸被改寫。卷末，和咲太達成交易：咲太尋找透子還活著的現實，而自己則要澄清身分。

### 峰原高中

#### 第九卷以前
梓川咲太
本作男主角。峰原高中2年1班1號。見「梓川咲太」
櫻島麻衣
本作女主角。咲太的學姐，峰原高中3年1班。見「櫻島麻衣」
雙葉理央
咲太與佑真的朋友，科學社唯一的社員。見「雙葉理央」
古賀朋繪
咲太的學妹。見「古賀朋繪」
國見佑真（Kunimi Yūma，聲：內田雄馬）
咲太與雙葉的朋友，沙希的男友，峰原高中2年2班，籃球社成員，身高178公分。與咲太和朋繪在同家家庭餐廳打工。外表帥氣，個性爽朗處事和善，很受周遭人的歡迎。不會因為周圍人的評價而影響對他人的看法，在與咲太接觸後成為好朋友。在咲太、雙葉三人當中是唯一與思春期症候群無關的人。畢業後成為消防員。
上里沙希（Kamisato Saki，聲：茜屋日海夏）
咲太的同班同學，佑真的女友。身高160公分。在班上是處於領導地位的女學生。由於咲太的傳聞以及咲太和理央與佑真關係很好而非常討厭咲太及理央，甚至還把咲太的電話號碼從佑真的手機中刪除。有個曾擔任學生會長並考上日本第一國立大學的姊姊。後考上橫濱的國立大學，就讀看護學科。
香芝玲奈（聲：內村史子）
一年級生，朋繪所屬小團體的領導者。喜歡籃球社三年級的前澤陽介，但前澤陽介卻喜歡朋繪。第二卷末脫離時間循環後，因前澤陽介向朋繪告白被拒絕，將朋繪趕出自己的小團體。
日南子、亞矢（聲：影山燈、飯坂紗幸）
一年級生，玲奈所屬小團體的一員。
米山奈奈（よねやま なな，聲：東城日沙子）
一年級生，朋繪的同班同學，屬於另一個女生小團體。在第二卷的時間循環中，朋繪與咲太扮演假情侶約會時遇上，因為遺失朋友送的水母吊飾而在海灘尋找，由於朋繪一起幫忙找而相識。脫離時間循環後，在朋繪被趕出原先的小團體時，邀請她加入自己的小團體。
前澤陽介（聲：水中雅章）
三年級生，籃球社成員，喜歡朋繪。佑真對他的評價是籃球社中球技最好，但人格很糟。第二卷循環的時間線中，因嫉妒朋繪與咲太交往而散佈謠言，使咲太與其在車站裡大打出手，導致評價一落千丈。在脫離時間循環後被朋繪正式拒絕。

#### 第十卷以後
山田健人（聲：廣瀨裕也）
一年級生，咲太在補習班的學生。成績不太好，喜歡和咲太聊天。喜歡姬路紗良。
吉和樹里（聲：山本悠有希）
一年級生，咲太在補習班的學生。個性冷淡文靜。喜歡山田健人。
姬路紗良
一年級生，和咲太同一補習班的學生。對咲太的課程很感興趣，後也成了咲太的學生。見「姬路紗良」
加西虎之助
二年級生，理央在補習班的學生。籃球社社員，身材高大。和姬路紗良為青梅竹馬。對理央有好感，並在第十二卷向她告白，但被拒絕。

### 甜蜜子彈
小說中原本設定為七人團體，且起初無除廣川卯月、豐濱和香之外團員的人物設定。動畫中則改為五人團體並給予了其他團員人物設定，並在小說第十卷繼續沿用（同時為搭配動畫設定，七人中有兩人退出團體）。
廣川卯月
偶像團體「甜蜜子彈」的隊長。見「廣川卯月」
豐濱和香
偶像團體「甜蜜子彈」的隊員。見「豐濱和香」
安濃八重（聲：高辻麗（TV版）／澀谷彩乃（劇場版《嬌憐外出妹》））
偶像團體「甜蜜子彈」的隊員，高校二年生，對廣川卯月那種天然呆的性格都可以好好地應對。
中鄉蘭子（聲：武田愛奈（TV版）／鈴代紗弓（劇場版《嬌憐外出妹》））
偶像團體「甜蜜子彈」的隊員，悠哉悠哉的性格，很有魅力的樣子，但本人沒什麼自覺。
岡崎螢（聲：涼花萌（TV版）／高木美佑（劇場版《嬌憐外出妹》））
偶像團體「甜蜜子彈」的隊員，高校一年生。個頭很矮，個性有點小孩子氣。

### 橫濱市立大學
梓川咲太
本作男主角，統計科學學部一年級生。見「梓川咲太」
櫻島麻衣
本作女主角，休學一年後和咲太同一年入學。見「櫻島麻衣」
美東美織
國際商學系一年級生。因逃避交換ID而在聚會中結識了咲太，與咲太一樣沒有智慧手機，為咲太的「朋友候補」。見「美東美織」
福山拓海（聲：岩中睦樹）
統計科學學部一年級生。因為不會去在乎不需要在乎的事情，主動和咲太搭話而和他成了朋友。
出身北海道，與岩見澤寧寧從高中二年級開始交往。在重考兩年後終於進入女友所在的學校就讀，但寧寧卻突然不被世界認知到，自己也忘了她。
第十三卷，在看到寧寧的獎盃後，終於想起了她的存在。之後再次向寧寧告白，讓她取回了自我。
豐濱和香
麻衣同父異母的妹妹，國際教養學部一年級生。見「豐濱和香」
廣川卯月
偶像團體「甜蜜子彈」的隊長，統計科學學部一年級生，於第十卷末退學。見「廣川卯月」
赤城郁實
咲太的國中同學，看護學科一年級生。見「赤城郁實」
上里沙希
咲太的高中同學，看護學科一年級生。見「上里沙希」
岩見澤寧寧
國際教養學部三年級生，宣稱自己是霧島透子。見「岩見澤寧寧」

### 親屬家人
咲太的父親（聲：志村知幸）
和咲太分居，住在橫濱的員工宿舍，負責照顧因無法接受花楓的解離性障礙而罹患精神疾病的咲太的母親。時常與咲太聯絡關心花楓的狀況。
咲太的母親（聲：龜岡真美）
因無法接受花楓患有解離性障礙而罹患精神疾病，目前在醫院休養，由咲太的父親負責照顧。第九卷時病情好轉，希望與花楓見面，但由於咲太與母親長期的疏離，使得咲太的思春期症候群發作。事件結束後已能回家生活。
麻衣的母親（聲：大津愛理）
麻衣的前任經紀人，在麻衣國中時擅自接下泳裝照的工作而使麻衣憤怒，麻衣為報復母親進而宣布脫離演藝圈長達二年。麻衣在回歸演藝圈後也不讓其擔任經紀人。雖然母女關係不和，但在第七卷麻衣死亡的時間線中，仍流露出極為傷心的樣子。
麻衣高中畢業典禮當天，麻衣的母親見到咲太後警告麻衣，表示自己跟女兒都沒有看男人的眼光，小心被劈腿。
和香的母親（聲：波乃凜）
對櫻島麻衣及其母有著對抗意識，而使女兒和香參加劇團以對抗她們。和香從小也為了滿足母親的願望而努力著，但之後還是承受不住母親的壓力，選擇離家出走與麻衣住在一起。
卯月的母親（聲：京花優希）
和卯月關係十分要好，在卯月無法適應學校生活而拒絕上學時，找了授函制高中的資料並說服女兒去就讀。咲太在花楓因考高中的事情煩惱時，帶著花楓去和卯月及她的母親詢問關於授函制高中的事情。

### 其他角色
南條文香（Nanjō Fumika，聲：佐藤聰美）
電視播報員，身高165公分。對於思春期症候群很有興趣，曾經做過相關採訪，一直想要拍攝咲太胸口的傷口，但是都被拒絕，有時亦是咲太的情報來源。有一個從學生時代開始交往的同居男友，一直在等著求婚，但男友遲遲不求婚。
花輪涼子（聲：相川奈都姬）
櫻島麻衣復出演藝圈後的經紀人，約25歲。外號叫做「荷仕登」（即乳牛），因為花輪與牛用的鼻環的日文發音相同。在麻衣爆出交男友的緋聞時，因壓力過大猛吃甜食而暴漲三公斤。雖然年紀比麻衣大，但總覺得被麻衣牽著鼻子走。在金澤市曾有一個即將論及婚嫁的男友，但不知為何分手了。
鹿野琴美（聲：岡咲美保）
花楓過去在從幼稚園到國中時期的好朋友，是咲太住在橫濱市的樓上鄰居，稱呼花楓為「楓兒」。在發生花楓欺凌事件時因無法對她伸出援手而感到自責。因為櫻島麻衣的緋聞而找到咲太，希望能與花楓再次成為朋友。在花楓取回記憶後，與花楓再次成為好朋友。
友部美和子（聲：遠藤綾）
花楓在國中的駐校輔導老師，約35歲，想協助花楓回到學校上課，相當照顧花楓，大約每個月都會去梓川家看花楓。第八卷，向對於升學感到苦惱的花楓以及咲太介紹了函授制高中。
那須野
梓川家養的三花母貓，與作者前作「櫻花莊的寵物女孩」當中空太的貓相同名字。
疾風
牧之原翔子在路邊撿到的白色幼貓，先在梓川家照顧，後由翔子收養。和那須野一樣與東北新幹線的列車同名，因此咲太說兩隻貓是東北同鄉。
高坂誠一
郁實的前男友，比她年長四歲，郁實高中時曾與誠一同居一段時間。因找工作時壓力過大而開始疏遠郁實，兩人最後分手，但誠一仍希望能復合。
在另一個世界中，在互換期間與原本世界的郁實時常約會，但認為原本世界的郁實過於沉重而分手。

## 用語

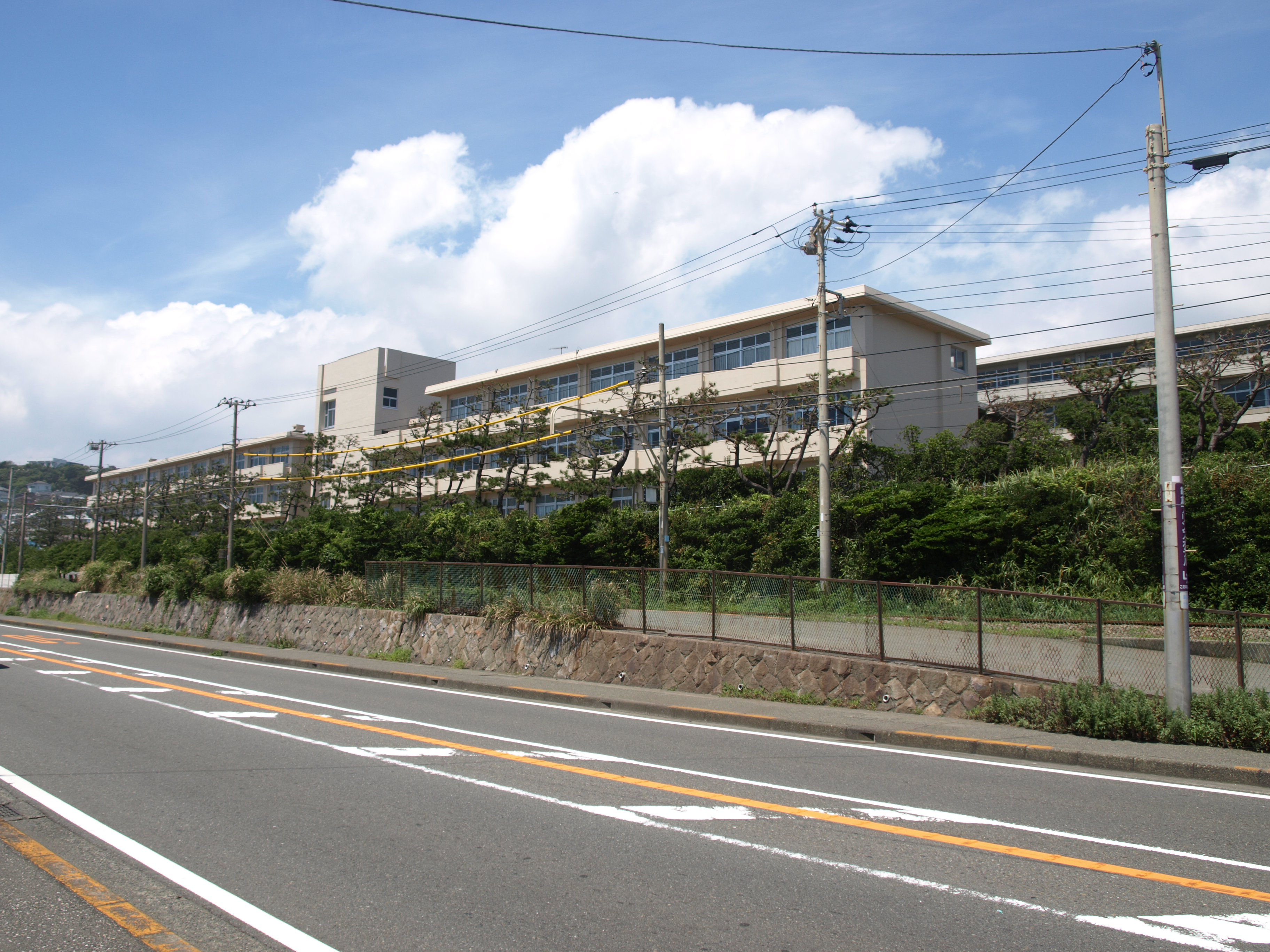
模型的神奈川縣立七里濱高等學校

思春期症候群
在這個故事中描繪的現象，是一種被視為神秘現象的奇異事件，常發生在青春期，例如「與某人的人格互換」或「聽到他人心靈聲音」等，成為網路上熱議的都市傳說。精神科醫師等專家指出，這可能是多感的思春期心靈所產生的錯覺。也有一些人認為這可能是一種新型的恐慌症狀，或是某種集體催眠的表現。
在故事中，描述了以下這些奇異現象：
- 身體出現淤血或傷痕，卻沒有受到任何攻擊。
- 自己的形象和聲音等不再被他人認知，甚至從記憶中消失。
- 重複經歷同一天。
- 一個人的身份變成兩個人。
- 形象與他人互換。
- 創造出除了現在的自己之外的未來自己。
- 像移動到平行世界一樣，體驗與自己經歷和記憶不同的世界。
- 能夠讀懂先前無法理解的氛圍。
- 體驗他人的視角，從中理解他人的思維。

神奈川縣立峰原高等學校
這是一所位於神奈川縣的公立高等學校，主要的登場人物是高中生。這所學校的原型是神奈川縣立七里濱高等學校，擁有一座三層樓的建築，從那裡可以清楚地看到七里濱。整個學校的學生人數約為1000人左右，最近的車站是七里濱車站。
在大學篇中，同樣有這所學校的學生成為新的主要角色，延續了故事情節。

## 製作背景
企劃的起點源於每年夏天公開的電影等媒體中所描繪的「有點神秘的青春故事」類型，這是鴨志田出於想要嘗試撰寫這種故事的渴望。他提到，在考慮要選擇哪種「神秘」主題時，經過深思熟慮的結果，他想到了「思春期症候群」。
故事中的女性角色的設定源於對於想像中的女孩發生奇異現象的思考。例如，櫻島麻衣是一位在透明化現象中脫穎而出的國民級巨星，與那些影子較淡的人截然相反，這樣的設定增加了意外性。鴨志田表示，與這樣的女性交往一定會讓男性感到愉快，也滿足了男性一方的願望。至於主人公梓川咲太的設定，他的靈感來自讀者容易共鳴並感到真實的角色——神田空太。鴨志田設計這個角色的概念是追求一個讓讀者感到酷且迷人的角色。
原作小說的標題統一為《青春豬頭少年不會夢到○○》的形式，且未進行編號。這樣的形式之所以存在，是因為每一卷都有一位女主角，鴨志田希望能給受到關注的女主角們標榜的機會，這是他的考慮所致。

## 出版書籍

### 輕小說
| 集數   | KADOKAWA | KADOKAWA       | KADOKAWA                                                | 台灣角川                       | 台灣角川       | 台灣角川                                                                                          |
| 集數   | 標題     | 發售日期       | ISBN                                                    | 標題                           | 發售日期       | ISBN                                                                                              |
| ------ | -------- | -------------- | ------------------------------------------------------- | ------------------------------ | -------------- | ------------------------------------------------------------------------------------------------- |
| 1      |          | 2014年4月10日  | ISBN 978-40-4866-487-5                                  | 青春豬頭少年不會夢到兔女郎學姊 | 2015年4月23日  | ISBN 978-98-6366-465-9                                                                            |
| 2      |          | 2014年8月9日   | ISBN 978-40-4866-808-8                                  | 青春豬頭少年不會夢到小惡魔學妹 | 2015年7月24日  | ISBN 978-98-6366-597-7                                                                            |
| 3      |          | 2015年1月10日  | ISBN 978-40-4869-173-4                                  | 青春豬頭少年不會夢到理性小魔女 | 2015年11月25日 | ISBN 978-98-6366-793-3                                                                            |
| 4      |          | 2015年5月9日   | ISBN 978-40-4865-135-6                                  | 青春豬頭少年不會夢到戀姊俏偶像 | 2016年2月3日   | ISBN 978-98-6366-947-0                                                                            |
| 5      |          | 2015年9月10日  | ISBN 978-40-4865-394-7                                  | 青春豬頭少年不會夢到嬌憐看家妹 | 2016年6月27日  | ISBN 978-98-6473-130-5                                                                            |
| 6      |          | 2016年6月10日  | ISBN 978-40-4865-891-1                                  | 青春豬頭少年不會夢到懷夢美少女 | 2017年3月1日   | ISBN 978-98-6473-527-3                                                                            |
| 7      |          | 2016年10月8日  | ISBN 978-40-4892-281-4                                  | 青春豬頭少年不會夢到初戀美少女 | 2017年4月26日  | ISBN 978-98-6473-608-9                                                                            |
| 8      |          | 2018年4月10日  | ISBN 978-40-4893-585-2                                  | 青春豬頭少年不會夢到嬌憐外出妹 | 2018年11月8日  | ISBN 978-957-564-588-5                                                                            |
| 9      |          | 2018年10月10日 | ISBN 978-40-4912-017-2                                  | 青春豬頭少年不會夢到紅書包女孩 | 2019年8月1日   | ISBN 978-957-743-080-9 EAN 471-3510-13356-9（特裝版）                                             |
| 10     |          | 2020年2月7日   | ISBN 978-40-4912-850-5 ISBN 978-40-4912-901-4（特裝版） | 青春豬頭少年不會夢到迷惘女歌手 | 2020年10月21日 | ISBN 978-986-524-031-8 EAN 471-3510-13675-1（特裝版） EAN 471-3510-13676-8（豪華限定版）          |
| 11     |          | 2020年12月10日 | ISBN 978-40-4912-902-1                                  | 青春豬頭少年不會夢到正義護理師 | 2021年9月15日  | ISBN 978-986-524-737-9 EAN 471-3510-13894-6（特裝版） EAN 471-3510-13895-3（豪華限定版）          |
| 12     |          | 2022年12月9日  | ISBN 978-40-4913-936-5                                  | 青春豬頭少年不會夢到自家女學生 | 2023年10月25日 | ISBN 978-626-378-041-5 EAN 471-1289-61598-9（特裝版）                                             |
| 13     |          | 2023年7月7日   | ISBN 978-40-4914-867-1                                  | 青春豬頭少年不會夢到聖誕服女郎 | 2024年2月1日   | ISBN 978-626-378-388-1 EAN 471-1289-61766-2（特裝版）                                             |
| 14     |          | 2024年8月9日   | ISBN 978-4-04-915131-2 ISBN 978-4-04-915785-7（特裝版） | 青春豬頭少年不會夢到摯愛女朋友 | 2025年2月6日   | ISBN 978-626-415-114-6 EAN 471-128-962-269-7（特裝版）                                            |
| 15     |          | 2024年10月10日 | ISBN 978-4-04-915132-9 ISBN 978-4-04-915786-4（特裝版） | 青春豬頭少年不會夢到親愛好朋友 | 2025年7月24日  | ISBN 978-626-415-827-5 EAN 471-128-962-508-7（特裝版） EAN 471-128-962-509-4（全套收納Box典藏版） |
| 短篇集 |          | 2025年7月10日  | ISBN 978-4-04-916404-6                                  |                                |                |                                                                                                   |

### 漫畫
在《電擊G's COMIC》2016年1月號，以《青春豬頭少年不會夢到兔女郎學姊》為標題開始連載，作者為。
在《電擊G's COMIC》2018年3月30日5月號，以《青春豬頭少年不會夢到小惡魔學妹》為標題開始新連載，作者為。
在ComicWalker於2020年8月1日，以《青春豬頭少年不會夢到理性小魔女》為標題開始新連載，作者為。
單行本由KADOKAWA發行。
| 卷數                           | KADOKAWA                       | KADOKAWA                       | 台灣角川                       | 台灣角川                       |
| 卷數                           | 發售日期                       | ISBN                           | 發售日期                       | ISBN                           |
| 青春豬頭少年不會夢到兔女郎學姊 | 青春豬頭少年不會夢到兔女郎學姊 | 青春豬頭少年不會夢到兔女郎學姊 | 青春豬頭少年不會夢到兔女郎學姊 | 青春豬頭少年不會夢到兔女郎學姊 |
| ------------------------------ | ------------------------------ | ------------------------------ | ------------------------------ | ------------------------------ |
| 1                              | 2016年10月8日                  | ISBN 978-40-4892-480-1         | 2017年10月13日                 | ISBN 978-986-473-951-6         |
| 2                              | 2018年10月10日                 | ISBN 978-40-4912-068-4         | 2020年8月13日                  | ISBN 978-957-743-901-7         |
| 青春豬頭少年不會夢到小惡魔學妹 |                                |                                |                                |                                |
| 1                              | 2018年10月10日                 | ISBN 978-40-4912-070-7         | 2022年2月10日                  | ISBN 978-626-321-139-1         |
| 2                              | 2018年12月10日                 | ISBN 978-40-4912-258-9         | 2023年2月16日                  | ISBN 978-626-352-250-3         |
| 青春豬頭少年不會夢到理性小魔女 |                                |                                |                                |                                |
| 1                              | 2020年12月26日                 | ISBN 978-4-04-913570-1         | 2023年10月11日                 | ISBN 978-626-378-026-2         |
| 2                              | 2022年7月27日                  | ISBN 978-4-04-913894-8         | 2023年10月11日                 | ISBN 978-626-378-027-9         |
| 青春豬頭少年不會夢到嬌憐看家妹 |                                |                                |                                |                                |
| 1                              | 2023年11月10日                 | ISBN 978-4-04-915373-6         | 2025年6月19日                  | ISBN 978-626-415-879-4         |
| 2                              | 2024年8月9日                   | ISBN 978-4-04-915951-6         | 2025年6月19日                  | ISBN 978-626-415-873-2         |
| 青春豬頭少年不會夢到懷夢美少女 |                                |                                |                                |                                |
| 1                              | 2023年10月10日                 | ISBN 978-4-04-915372-9         | 2025年1月16日                  | ISBN 978-626-415-165-8         |
| 2                              | 2024年3月8日                   | ISBN 978-4-04-915640-9         | 2025年8月14日                  | ISBN 978-626-435-175-1         |
| 3                              | 2024年10月10日                 | ISBN 978-4-04-915961-5         |                                |                                |
| 青春豬頭少年不會夢到戀姊俏偶像 |                                |                                |                                |                                |
| 1                              | 2025年6月10日                  | ISBN 978-4-04-916578-4         |                                |                                |

## 多數決廣播劇
2016年2月5日起於niconico動畫進行多數決廣播劇《青春豬頭少年不會夢到兔女郎學姊 with 櫻花莊的寵物女孩》，副標題〈青春豬頭少年不會夢到文化祭女主〉（青春ブタ野郎は文化祭ヒロインの夢を見ない），一共四回。
| 回合 | 日期          | 來賓       | 攻略目標   |
| ---- | ------------- | ---------- | ---------- |
| 1    | 2016年2月5日  | 久保百合花 | 椎名真白   |
| 2    | 2016年2月22日 | 瀨戶麻沙美 | 櫻島麻衣   |
| 3    | 2016年3月5日  | 石川界人   | 牧之原翔子 |
| 4    | 2016年3月18日 | 久保百合花 | 古賀朋繪   |

## 音樂CD
由MOSAIC.WAV製作，2016年10月28日發行《青春豬頭少年不會夢到戀愛幻想曲》（青春ブタ野郎は恋する幻想曲の夢を見ない）。
| 曲目 | 曲名                                     | 演出者          |
| ---- | ---------------------------------------- | --------------- |
| 1    | ジュブナイル                             | 青春豬頭少年    |
| 2    | Get back me!!                            | 櫻島麻衣        |
| 3    | なして同じ朝を繰り返すと!?               | 古賀朋繪        |
| 4    | Place AND Active                         | 梓川楓/梓川花楓 |
| 5    | 嘘つきシュレディンガーと夢見がちラプラス | 不思議系科學    |

2018年11月7日發行動畫版片頭曲專輯《你的錯》（君のせい）。
| 曲目 | 曲名             |
| ---- | ---------------- |
| 1    | 君のせい         |
| 2    | 最終バスと砂時計 |

2018年10月3日發行動畫版片尾曲專輯《不可思議的病歷》（不可思議のカルテ）。
| 曲目 | 曲名                            | 演出者                                                           |
| ---- | ------------------------------- | ---------------------------------------------------------------- |
| 1    | 不可思議のカルテ                | 瀨戶麻沙美、東山奈央、種崎敦美、内田真禮、久保百合花、水瀨祈     |
| 2    | BABY!                           | 甜蜜子彈（内田真禮、雨宮天、うらのねこ、こまりまこ、いちいちご） |
| 3    | 不可思議のカルテ -Instrumental- |                                                                  |
| 4    | BABY! -Instrumental-            |                                                                  |

由Fox Capture Plan製作，2018年11月4日發行動畫版原聲帶《青春豬頭少年不會夢到兔女郎學姊 Original Soundtrack》（青春ブタ野郎はバニーガール先輩の夢を見ない Original Soundtrack）。
| 曲目 | 曲名                                 |
| ---- | ------------------------------------ |
| 1    | 青春ブタ野郎                         |
| 2    | 麻衣さん                             |
| 3    | カップル                             |
| 4    | 水平線                               |
| 5    | 大事なこと                           |
| 6    | 変態                                 |
| 7    | 江の島                               |
| 8    | ホショウ                             |
| 9    | 異分子                               |
| 10   | 都市伝説                             |
| 11   | 傷                                   |
| 12   | 助けてくれ                           |
| 13   | 大真面目                             |
| 14   | 薄気味悪い空間                       |
| 15   | ひとり                               |
| 16   | 東浜海水浴場                         |
| 17   | バカ咲太！                           |
| 18   | こうして、世界は桜島麻衣を取り戻した |
| 19   | 朝です…                              |
| 20   | 忍者ごっこ                           |
| 21   | 双葉                                 |
| 22   | 乙女ちっく                           |
| 23   | 嫌悪感                               |
| 24   | 打ち上げ花火                         |
| 25   | 受話器の向こう                       |
| 26   | 2回目                                |
| 27   | ピンクのビキニ                       |
| 28   | 乙女心                               |
| 29   | 入れ替わった姉妹                     |
| 30   | わだかまり                           |
| 31   | 初恋の人                             |

## 電視動畫
2018年3月10日，在电击文库25周年作品发表時宣布动画化。電視動畫《青春豬頭少年不會夢到兔女郎學姊》於2018年10月至12月開始播放。《青春豬頭少年不會夢到聖誕服女郎》於2025年7月播出。

## 地理背景設定
- 以神奈川縣藤澤市為背景，故事主要景點皆沿著江之島電鐵線。
- 梓川咲太與櫻島麻衣等人住在藤澤站北口附近走路約10分鐘的距離，路上走過跨越境川的御所谷橋，家附近還有一座公園，且住家要有像櫻島麻衣住家9層樓高度的建築，則是位在御所谷公園後方的藤岡2丁目1番地。御所谷公園也是梓川咲太與古賀朋繪第一次見面互踢屁股的地方。
- 雙葉理央的住家則是在本鵠沼車站附近。雙葉理央與梓川咲太及國見佑真一起看日出與花火大會的地方在片瀨西濱鵠沼海水浴場（日语：片瀬西浜・鵠沼海水浴場）。
- 故事中形容住家與車廂之間非常近的距離，所指的是江之島車站至腰越車站之間，以及腰越車站之後的一段路線。
- 故事第一卷第一章表示主角就讀的峰之原高中所在的七里濱車站，而七里濱車站附近實為神奈川縣立七里濱高等學校（日语：神奈川県立七里ヶ浜高等学校）。梓川花楓在恢復記憶後所上的中學校應為藤澤市立藤岡中學校（日语：藤沢市立藤ヶ岡中学校）。
- 梓川咲太與櫻島麻衣第一次相遇的圖書館為位在湘南台車站附近，藤澤市立湘南台中學校旁的藤澤市綜合市民圖書館。故事中進行約會的水族館為位在小田急電鐵江之島線片瀨江之島車站附近的新江之島水族館（日语：新江ノ島水族館）。櫻島麻衣車禍死亡的地點在國道134號與江之島辯天橋入口交叉路口北側，梓川咲太與大翔子道別處則在辯天橋入口龍燈籠。梓川咲太與櫻島麻衣在金澤市看夜景的地方是卯辰山（日语：卯辰山）。
- 梓川咲太與古賀朋繪最後的約會地點在江之島的江島神社。
- 牧之原翔子帶梓川咲太到葉山町森戶海岸參加模擬婚禮的地點是位在森戶海岸旁的SCAPES THE SUITE。
- 梓川咲太帶梓川花楓看甜蜜子彈的演唱會地點在辻堂車站北口的Terrace Mall湘南（日语：テラスモール湘南）。
- 梓川花楓要去見媽媽時所買的布丁是MARLOWE。
- 梓川咲太與櫻島麻衣所就讀的大學是位在神奈川縣橫濱市金澤區瀨戶橫濱市立大學金澤八景校區。

## 註腳

### 來源
1. ↑  . 電撃文庫公式サイト. 2016-02-05  [2017-02-20]. （原始内容存档于2020-10-22）.
2. ↑  . TVアニメ「青春ブタ野郎はバニーガール先輩の夢を見ない」公式サイト.   [2023-07-23]. （原始内容存档于2023-08-29）.
3. ↑  アニメ「青春ブタ野郎」シリーズ公式 [@aobuta_anime].  (推文). 2022-11-25  [2023-07-22] –Twitter （日语）.
4. 1 2 3  . Comic Natalie. 2025-03-22  [2025-03-22] （日语）.
5. 1 2  . ダ・ヴィンチニュース. 2018-10-22  [2023-12-03]. （原始内容存档于2022-12-04） （日语）.
6. ↑  原作小說《青春豬頭少年不會夢到理性小魔女》後記（356－357頁）。
7. ↑  . KADOKAWA.   [2023-07-15]. （原始内容存档于2022-06-27） （日语）.
8. ↑  . 台灣角川.   [2023-07-15]. （原始内容存档于2023-07-15） （中文（臺灣））.
9. ↑  . KADOKAWA.   [2023-07-15]. （原始内容存档于2017-09-21） （日语）.
10. ↑  . 台灣角川.   [2023-07-15]. （原始内容存档于2023-07-15） （中文（臺灣））.
11. ↑  . KADOKAWA.   [2023-07-15]. （原始内容存档于2017-09-21） （日语）.
12. ↑  . 台灣角川.   [2023-07-15]. （原始内容存档于2023-07-15） （中文（臺灣））.
13. ↑  . KADOKAWA.   [2023-07-15]. （原始内容存档于2023-01-15） （日语）.
14. ↑  . 台灣角川.   [2023-07-15]. （原始内容存档于2023-07-15） （中文（臺灣））.
15. ↑  . KADOKAWA.   [2023-07-15]. （原始内容存档于2019-04-25） （日语）.
16. ↑  . 台灣角川.   [2023-07-15]. （原始内容存档于2023-07-15） （中文（臺灣））.
17. ↑  . KADOKAWA.   [2023-07-15]. （原始内容存档于2019-04-25） （日语）.
18. ↑  . 台灣角川.   [2023-07-15]. （原始内容存档于2023-07-15） （中文（臺灣））.
19. ↑  . KADOKAWA.   [2023-07-15]. （原始内容存档于2022-08-12） （日语）.
20. ↑  . 台灣角川.   [2023-07-15]. （原始内容存档于2023-07-15） （中文（臺灣））.
21. ↑  . KADOKAWA.   [2023-07-15]. （原始内容存档于2023-06-25） （日语）.
22. ↑  . 台灣角川.   [2023-07-15]. （原始内容存档于2023-07-15） （中文（臺灣））.
23. ↑  . KADOKAWA.   [2023-07-15]. （原始内容存档于2022-08-16） （日语）.
24. ↑  . 台灣角川.   [2023-07-15]. （原始内容存档于2023-07-15） （中文（臺灣））.
25. ↑  . 台灣角川.   [2023-07-15]. （原始内容存档于2023-07-15） （中文（臺灣））.
26. ↑  . KADOKAWA.   [2023-07-15]. （原始内容存档于2022-08-10） （日语）.
27. ↑  . KADOKAWA.   [2023-07-15]. （原始内容存档于2022-08-14） （日语）.
28. ↑  . 台灣角川.   [2023-07-15]. （原始内容存档于2023-07-15） （中文（臺灣））.
29. ↑  . 台灣角川.   [2023-07-15]. （原始内容存档于2023-07-15） （中文（臺灣））.
30. ↑  . 台灣角川.   [2023-07-15]. （原始内容存档于2023-09-08） （中文（臺灣））.
31. ↑  . KADOKAWA.   [2023-07-15]. （原始内容存档于2022-09-04） （日语）.
32. ↑  . 台灣角川.   [2023-07-15]. （原始内容存档于2023-07-15） （中文（臺灣））.
33. ↑  . 台灣角川.   [2023-07-15]. （原始内容存档于2023-07-15） （中文（臺灣））.
34. ↑  . 台灣角川.   [2023-07-15]. （原始内容存档于2023-07-15） （中文（臺灣））.
35. ↑  . KADOKAWA.   [2023-07-15]. （原始内容存档于2022-12-09） （日语）.
36. ↑  . 台灣角川.   [2023-11-05]. （原始内容存档于2023-11-05） （中文（臺灣））.
37. ↑  . 台灣角川.   [2023-11-05]. （原始内容存档于2023-11-05） （中文（臺灣））.
38. ↑  . KADOKAWA.   [2023-07-15]. （原始内容存档于2023-07-08） （日语）.
39. ↑  . 台灣角川.   [2025-01-21]. （原始内容存档于2025-03-18）.
40. ↑  . 台灣角川.   [2025-01-21]. （原始内容存档于2025-04-24）.
41. ↑  . KADOKAWA.   [2024-08-10]. （原始内容存档于2024-09-28） （日语）.
42. ↑  . KADOKAWA.   [2024-08-10]. （原始内容存档于2024-10-03） （日语）.
43. ↑  . 台灣角川.   [2025-01-21]. （原始内容存档于2025-05-24）.
44. ↑  . 台灣角川.   [2025-01-21]. （原始内容存档于2025-03-25）.
45. ↑  . KADOKAWA.   [2024-10-10]. （原始内容存档于2024-09-26） （日语）.
46. ↑  . KADOKAWA.   [2024-10-10]. （原始内容存档于2024-10-02） （日语）.
47. ↑  . 台灣角川.   [2025-07-24].
48. ↑  . 台灣角川.   [2025-04-28]. （原始内容存档于2025-05-24）.
49. ↑  . 台灣角川.   [2025-04-28]. （原始内容存档于2025-05-24）.
50. ↑  . KADOKAWA.   [2025-07-10] （日语）.
51. ↑  . 電撃文庫公式ブログ. KADOKAWA、アスキー・メディアワークス. 2015-08-14  [2015-09-10]. （原始内容存档于2015-09-10）.
52. ↑  七宮つぐ実. . 電撃文庫公式ブログ. ななつ組BLOG. 2015-08-21  [2015-09-10]. （原始内容存档于2020-05-13）.
53. ↑  . Twitter.   [2018-12-12]. （原始内容存档于2020-04-03） （英语）.
54. ↑  . KADOKAWA.   [2025-06-10]. （原始内容存档于2021-12-31） （日语）.
55. ↑  . 台灣角川.   [2025-06-19]. （原始内容存档于2025-01-16）.
56. ↑  . KADOKAWA.   [2025-06-10]. （原始内容存档于2021-12-31） （日语）.
57. ↑  . 台灣角川.   [2025-06-19].
58. ↑  . KADOKAWA.   [2025-06-10]. （原始内容存档于2021-11-04） （日语）.
59. ↑  . 台灣角川.   [2025-06-19]. （原始内容存档于2025-04-26）.
60. ↑  . KADOKAWA.   [2025-06-10]. （原始内容存档于2021-11-08） （日语）.
61. ↑  . 台灣角川.   [2025-06-19]. （原始内容存档于2024-12-03）.
62. ↑  . KADOKAWA.   [2025-06-10]. （原始内容存档于2021-12-31） （日语）.
63. ↑  . 台灣角川.   [2025-06-19]. （原始内容存档于2025-06-15）.
64. ↑  . 台灣角川.   [2025-06-19]. （原始内容存档于2025-05-20）.
65. ↑  . KADOKAWA.   [2025-06-10]. （原始内容存档于2022-06-19） （日语）.
66. ↑  . KADOKAWA.   [2025-06-10]. （原始内容存档于2023-10-07） （日语）.
67. ↑  . 台灣角川.   [2025-06-19].
68. ↑  . 台灣角川.   [2025-06-19]. （原始内容存档于2025-06-19）.
69. ↑  . KADOKAWA.   [2025-06-10]. （原始内容存档于2024-08-10） （日语）.
70. ↑  . KADOKAWA.   [2025-06-10]. （原始内容存档于2023-10-07） （日语）.
71. ↑  . 台灣角川.   [2025-06-19]. （原始内容存档于2025-03-06）.
72. ↑  . KADOKAWA.   [2025-06-10]. （原始内容存档于2024-04-05） （日语）.
73. ↑  . 台灣角川.   [2025-08-16].
74. ↑  . KADOKAWA.   [2025-06-10]. （原始内容存档于2024-08-10） （日语）.
75. ↑  . KADOKAWA.   [2025-06-10]. （原始内容存档于2025-05-18） （日语）.
76. ↑  .   [2018-03-10]. （原始内容存档于2018-12-07）.

## 外部連結
- 電擊文庫特設本作網站 （页面存档备份，存于）（日語）
- 「青春豬頭少年」系列 漫畫官方的X（前Twitter）（2023年4月）